# Бертсдорф-Герніц
Бертсдорф-Герніц (нім. Bertsdorf-Hörnitz) — громада в Німеччині, розташована в землі Саксонія. Входить до складу району Герліц. Складова частина об'єднання громад Ольберсдорф.
Площа — 17,98 км2. Населення становить 2046 ос. (станом на 31 грудня 2020).

## Галерея

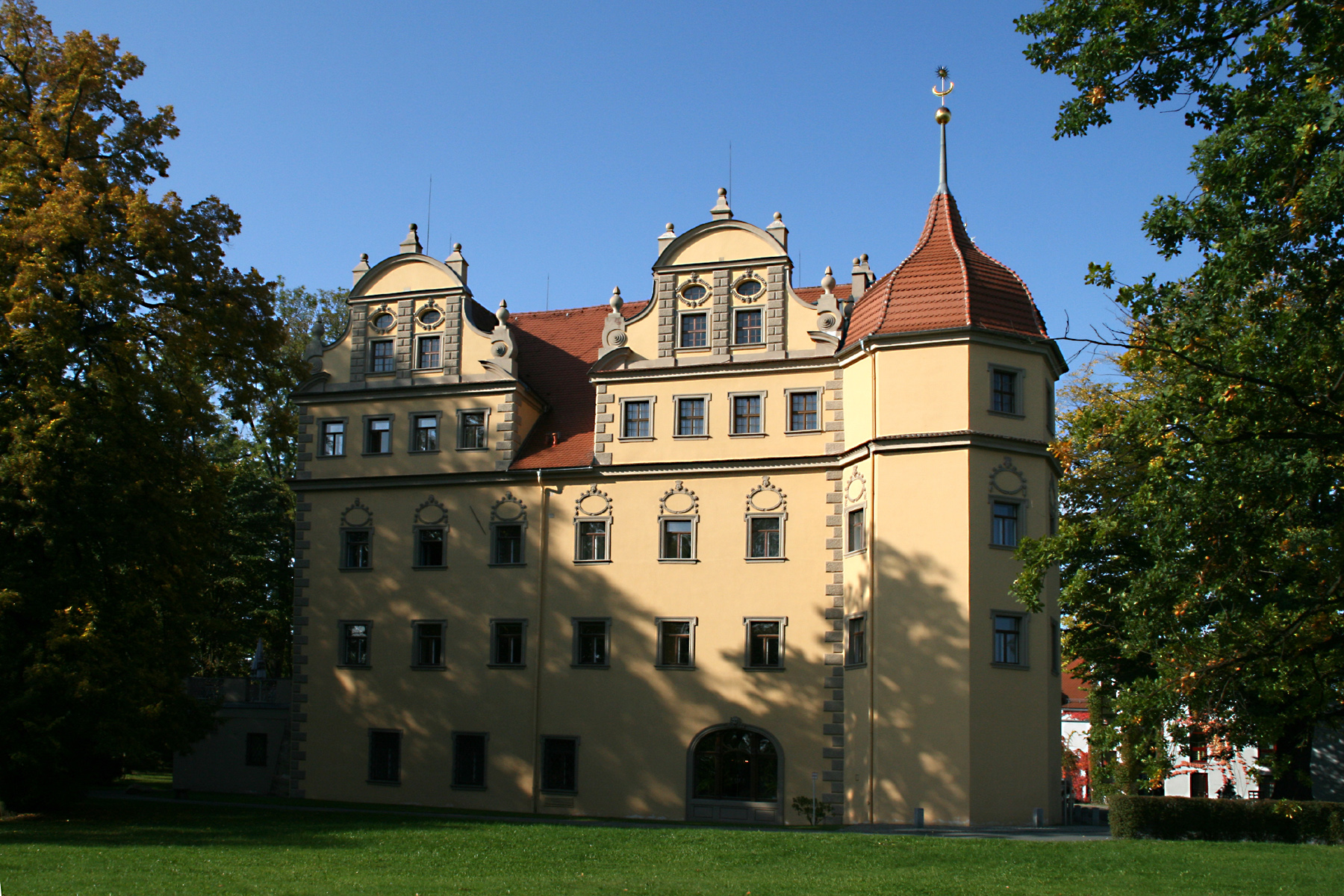